# 1943 în artă
← 1940 în artă — 1941 în artă — 1942 în artă ——  1943 în artă  —— 1944 în artă — 1945 în artă — 1946 în artă →
1943 în artă implică o serie de evenimente:

## Evenimente

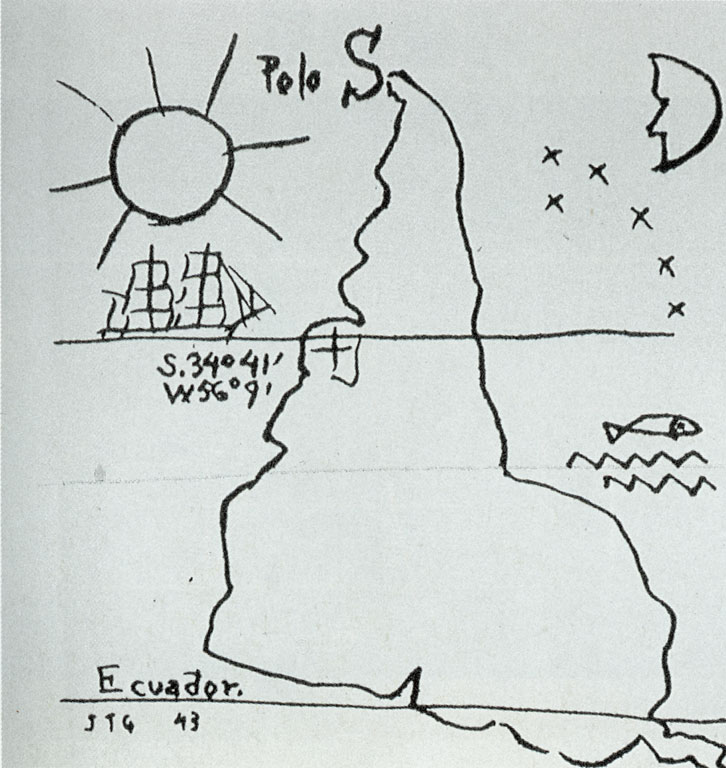
1943 — Joaquín Torres García Joaquín Torres García (1878 - 1949) → WikiData:Q520713 - America Inversată (în)

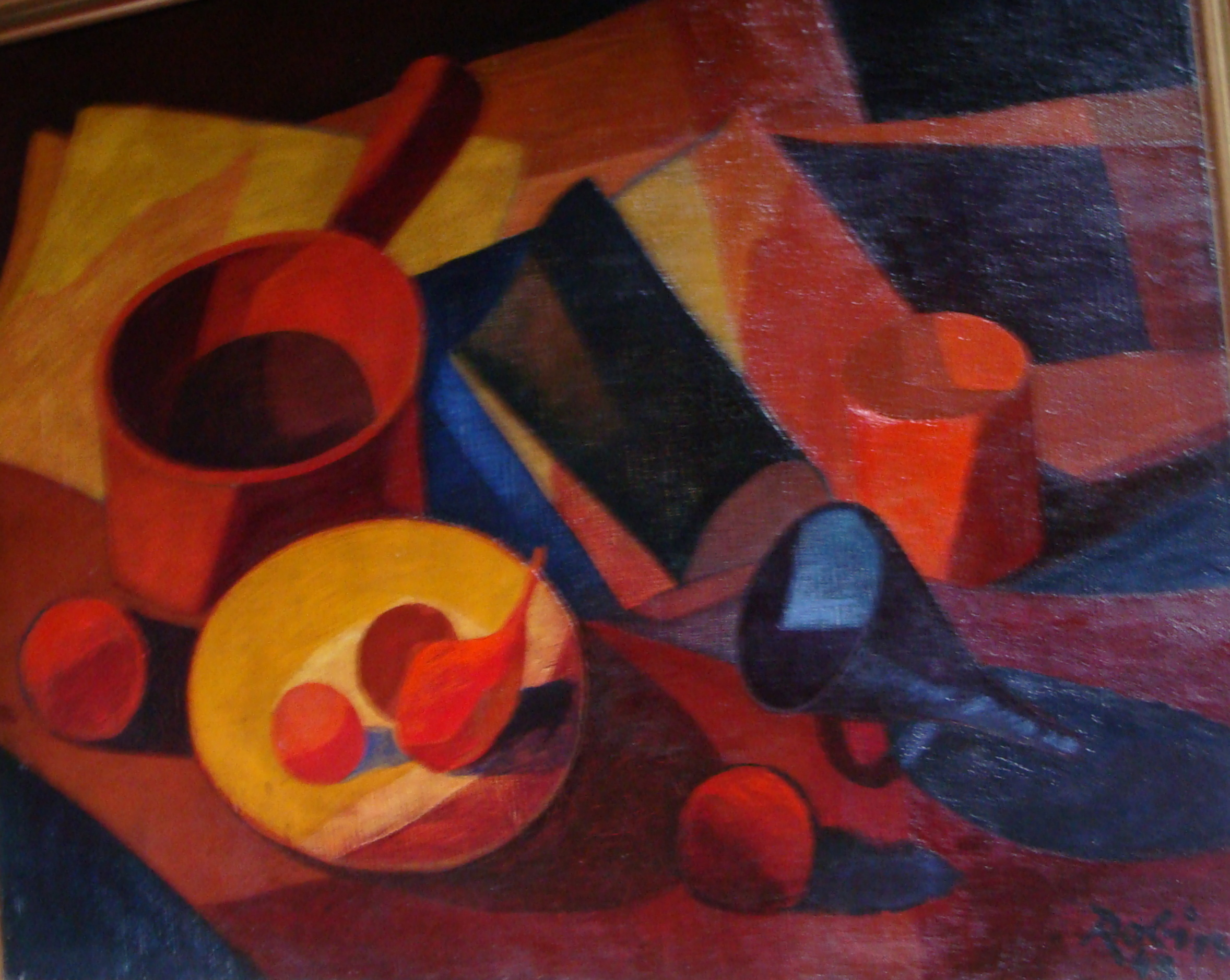
1939 — Gabriel Robin (1902 – 1970) → WikiData:Q3093935 - Tigaia roșie (în)

## Premii
- Archibald Prize —

## Galerie (lucrări din 1943)
- Lucrări reprezentative